# Sénéchal de Lyon
 (mai 2018).
Le sénéchal de Lyon est un officier royal d'Ancien Régime ayant pour cadre d'action la sénéchaussée lyonnaise et disposant, comme ses confrères, de larges pouvoirs judiciaires, civils et militaires. Agent d'influence royale sur un territoire frontalier, le sénéchal est secondé par un lieutenant ou un gardiateur. Au cours du XVe siècle, il est relégué sur le plan militaire à une importance inférieure par l'apparition des gouverneurs, et avec l'installation des intendants au XVIIe siècle, il perd la plupart de ses compétences administratives. La sénéchaussée disparait avec la Révolution française.

## Histoire

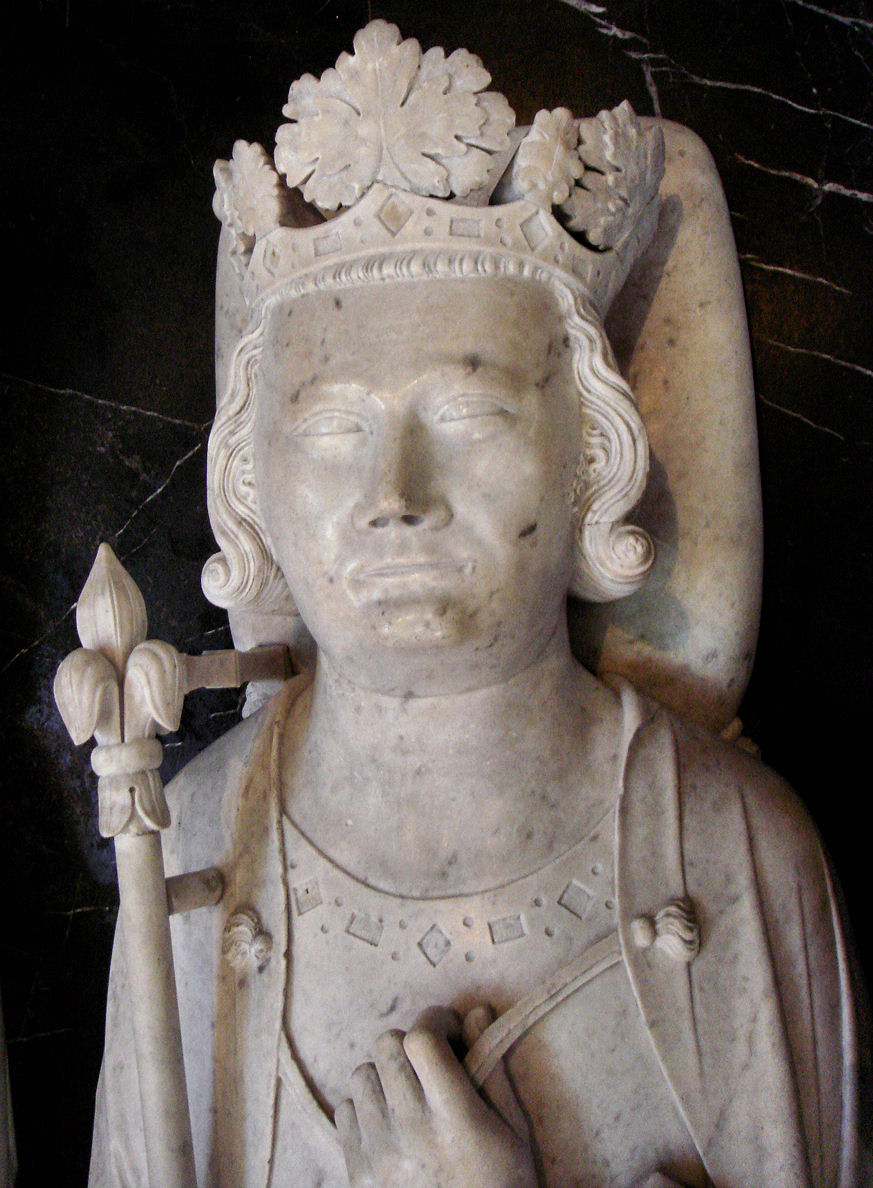
Gisant de Philippe IV, créateur de la sénéchaussée de Lyon.

La sénéchaussée de Lyon est fondée par l'édit de Pontoise de Philippe IV le Bel du 23 juin 1313. Elle fait suite à la prise en main de la ville par le roi contre l'archevêque, alors maître de la ville, et contre lequel la bourgeoisie locale se révoltait. Le roi profite de cette situation pour imposer sa volonté et procède à la mise en place d'un premier fidèle en 1310, Beraud VII, seigneur de Mercœur, nommé lieutenant du roi et capitaine-général du Lyonnais et du Mâconnais. 
La sénéchaussée comprend alors l'ensemble du Lyonnais et le comté du Forez. Par cette décision, Philippe IV empiète sur les terres d'Empire, mais cela n'occasionne aucune réaction de la part de l'empereur Henri VII.
Le sénéchal est durant presque un siècle le bailli de Mâcon qui délègue sa charge à un lieutenant sur place. En 1417, le sénéchal de Lyon est chassé de Mâcon et s'installe à Lyon. Toutefois, comme le veut la coutume, le roi nomme le plus souvent un étranger à la ville, puis, avec le temps, un membre de la noblesse locale, la famille de Grolée. Durant cette période, son rôle judiciaire est très limité.
La coutume puis la législation royale exigeaient que les sénéchaux soient d'extraction nobiliaire, et au XVIe siècle le sénéchal de Lyon est souvent un grand personnage.  Jacques d'Albon de Saint-André est ainsi sénéchal de Lyon en 1550, mais ses fonctions militaires le conduisent à résigner rapidement sa charge. Son successeur est Guillaume de Gadagne, lui aussi militaire et à trois reprises lieutenant du gouvernement de Lyonnais.

## Compétences
Représentant du roi au niveau local, le sénéchal de Lyon est au Moyen Age à la fois chargé des affaires domaniales et financières, de la police et de la justice dans la sénéchaussée de Lyon. À l'époque moderne ses fonctions sont principalement restreintes au domaine judiciaire : il juge au civil et au criminel en première instance, ou en appel des juridictions seigneuriales ou municipales. Le sénéchal de Lyon garde toutefois un rôle militaire, en ayant la charge de convoquer le ban et l'arrière-ban et en commandant les armées en remplacement du gouverneur absent.

## Liste
Le premier personnage royal à intervenir en disposant d'un véritable office n'est pas lié à la sénéchaussée de Lyon, il est capitaine-général du Lyonnais. 
- Béraud VII de Mercœur,  lieutenant du roi et capitaine-général du Lyonnais et Mâconnais de 1310 ou 1311 à 1313[10].
- Jean de Machery, sénéchal de Lyon de 1313 à 1317, bailli de Mâcon et sénéchal de Lyon de 1317 à mars 1320[11].
- Francon d' (ou des) Avenières, bailli de Mâcon et sénéchal de Lyon d'avril 1320 à février 1331[12].
- Philippe de Chauvirey[13] , bailli de Mâcon de 1332 à 1342, capitaine-gardiateur de Lyon du 23 août 1333 à 1342[14].

Entre 1342 et 1352, les bailli de Mâcon ne portent plus le titre de sénéchal de Lyon mais semblent toujours avoir une influence militaire sur la ville. Sur place, les gardiateurs, leurs subordonnés en théorie, ont une autonomie assez large. Voici la liste des baillis et des gardiateurs connus.
À partir de 1358, le titre de sénéchal réapparait et les baillis reprennent l'ascendant sur les gardiateurs. Si nombre de baillis ne portent pas la titulature de sénéchal, ils le sont de manière certaine.
- Jean de Grolée[Note 1], bailli de Mâcon et sénéchal de Lyon de 1358 à 1363[16].
- Guillaume de Marchières, bailli de Saint-Gengoux de décembre 1359 à la fin de 1360[17].
- Imbaud du Peschin, bailli de Mâcon de décembre 1363 à février 1365[17].
- Chatard du Peschin, bailli du printemps 1365 au 15 décembre 1367[17].
- Jean de France, lieutenant du roi en Lyonnais du 13 février 1367 à la fin de 1374[17].
- Humbert de Grolée (1418-1434)

À l'époque moderne, sont sénéchal de Lyon :
- Jacques d'Albon de Saint-André, maréchal de France (1550-1554).
- Guillaume de Gadagne, chevalier des ordres de Saint-Michel et du Saint-Esprit, nommé par lettres patentes du 19 novembre 1554[18].
- Charles de Masso, marquis de la Ferrière, lieutenant général des armées du roi, chevalier de l'ordre de Saint-Louis[19].
- Charles de Masso, marquis de la Ferrière, lieutenant général des armées du roi, qui succède à son père après son décès (1739-1790)[20].

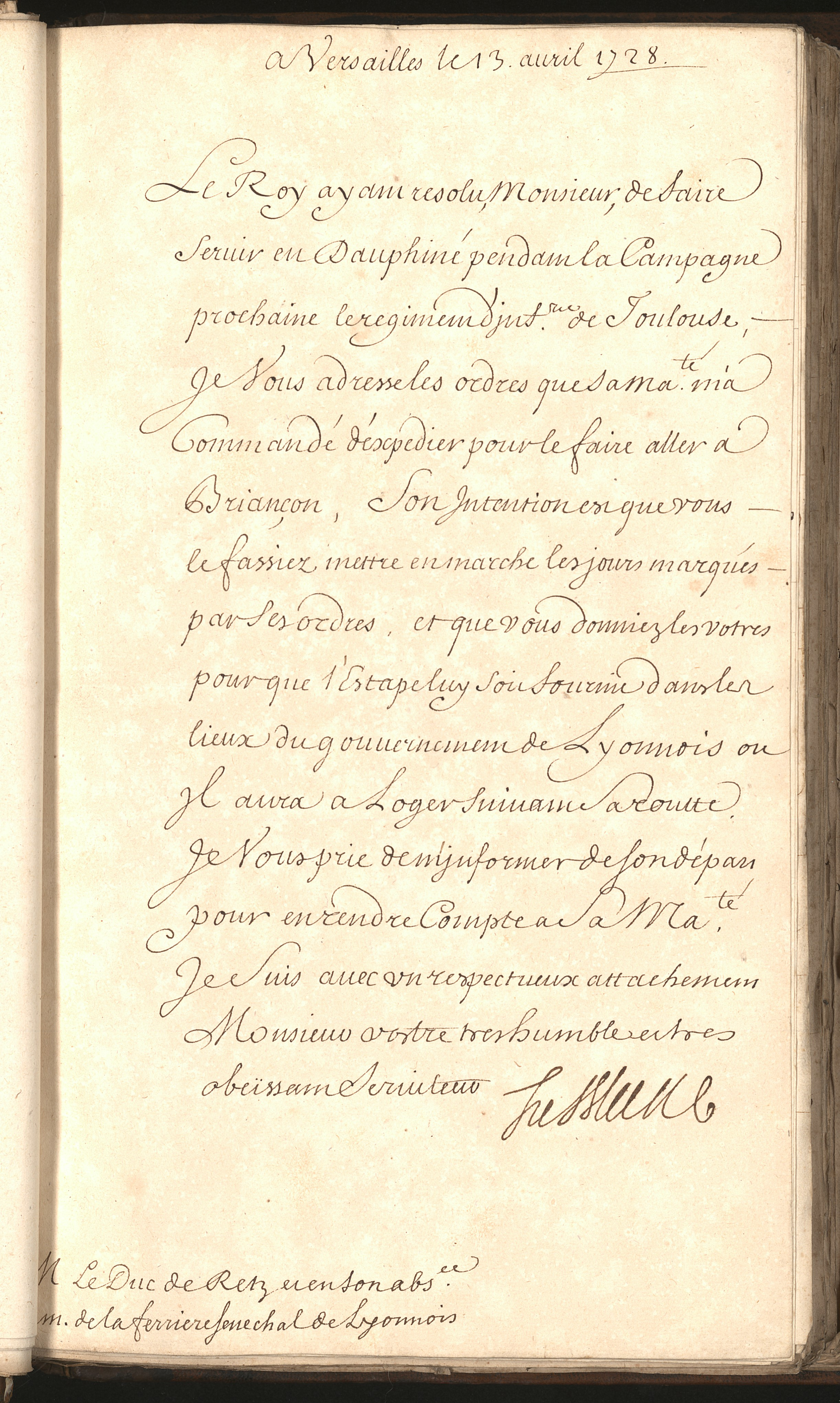
Correspondance reçue par Charles de Masso : l'arrivée du régiment de Toulouse. 1728
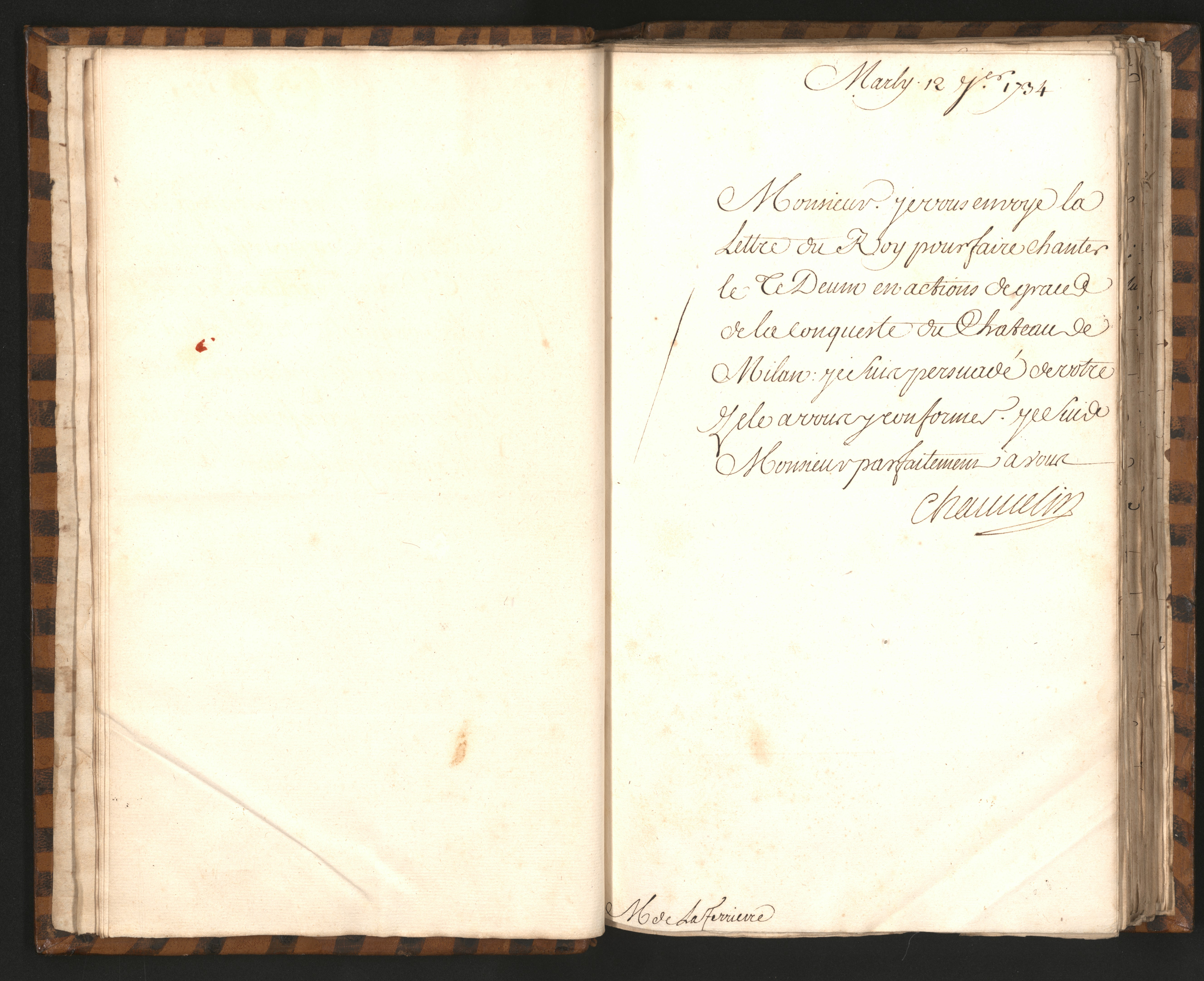
Correspondance reçue par Charles de Masso : Te Deum pour la prise de Milan. 1734
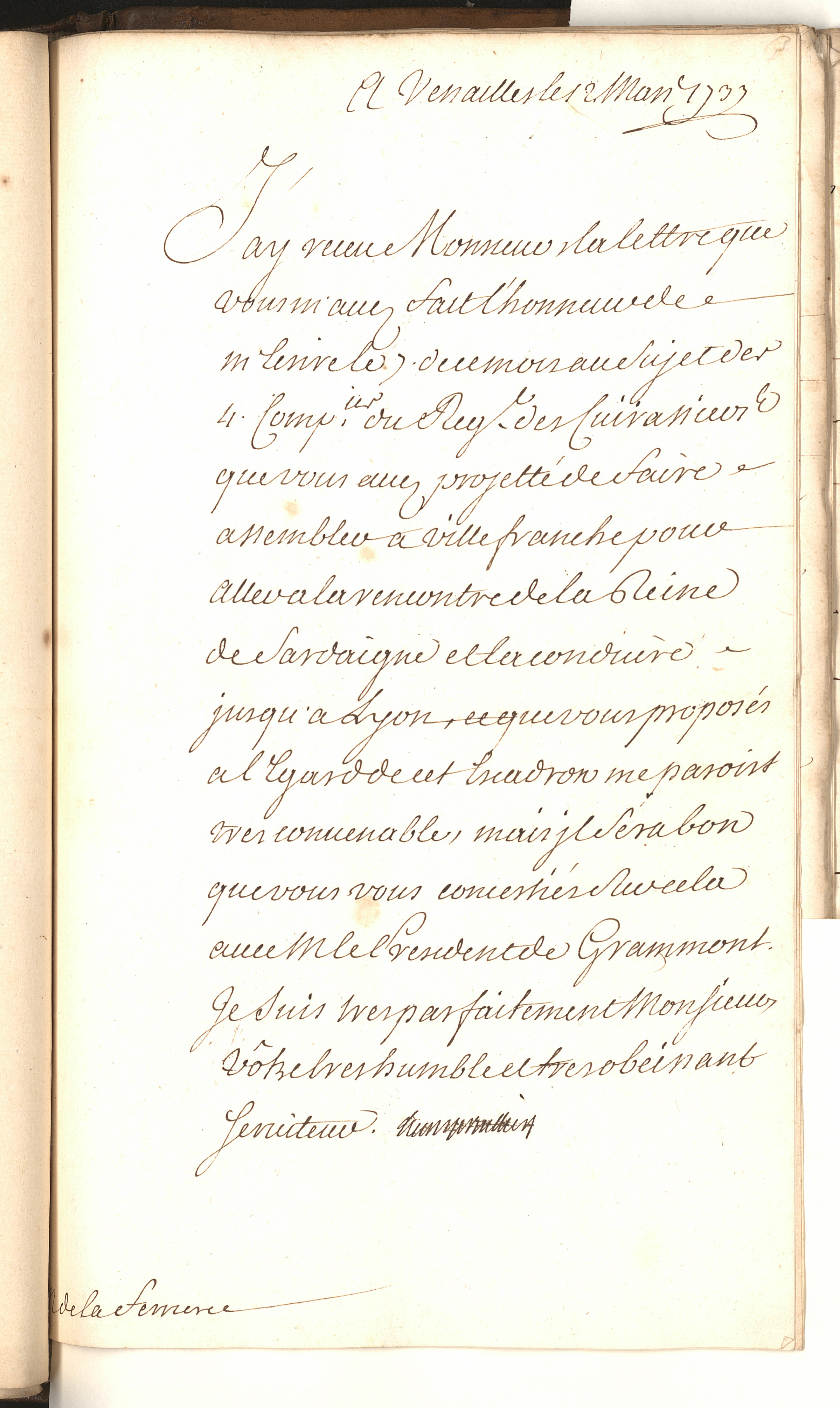
Correspondance reçue de Charles de Masso : passage de la reine de Sardaigne. 1737

### Sources
Les archives de la sénéchaussée de Lyon sont conservées aux Archives départementales du Rhône dans la sous-série 1B-BP dont l'inventaire est en ligne. La correspondance reçue par Charles de Masso entre 1727 et 1737 est aussi conservée aux Archives du Rhône sous les cotes 1J 1690-1693.